# Mariano Pérez Gutiérrez
Mariano Pérez Gutiérrez (Pisón de Castrejón, 1932 - Madrid, 9 de febrero de 1994) fue un docente, musicólogo y compositor español.

## Vida
Mariano Pérez Gutiérrez nació en Pisón de Castrejón, una población en el municipio Castrejón de la Peña, en la provincia de Palencia. Estudió en el seminario de Palencia entre 1948 a 55. En 1956 consiguió una beca de la Diputación Provincial de Palencia y se trasladó a Madrid para ampliar sus estudios musicales en el Real Conservatorio: contrapunto y fuga (1961) con Francisco Calés, piano (1962) con Molinary Parody, composición (1964) con Julio Gómez y órgano con Jesús Guridi. En 1965 obtuvo el Premio Nacional de Fin de Carrera de Conservatorios Españoles y el premio Víctor de Plata al mérito profesional. Además se diplomó en 1959 en estudios gregorianos en la Escuela Superior de Música Sagrada de Madrid y como «Magister Chori» en 1983 en el Instituto Gregoriano de la Universidad Católica de París.
Aparte de su educación musical, Pérez Gutiérrez se licenció en 1964 en Derecho Canónico por la Universidad de Comillas y se diplomó en Magisterio en la Universidad de Santiago de Compostela. En la Universidad de Sevilla se licenció en Historia del Arte, de la que se doctoró en la misma universidad en 1984.
En 1964 ganó el magisterio de la Catedral de Santiago de Compostela, donde, además de su trabajo como maestro de capilla, fue presidente de la comisión de música sagrada de la archidiócesis y fundó y dirigió Schola Cantorum. Además fue profesor de Armonía y Solfeo del Conservatorio de Santiago. Durante estos años también realizó numerosos conciertos y compuso diversas obras. Fundó la escolanía Ángeles de Compostela.
En 1969 obtuvo cátedra de Estética e Historia de la Música en el Conservatorio Superior de Música de Sevilla, del que fue Jefe de Estudios, Subdirector y Director. En 1985 se trasladó a Madrid, para sustituir a Federico Sopeña en la cátedra del Real Conservatorio.
Mariano Pérez Gutiérrez falleció de forma repentina en Madrid el 9 de febrero de 1994.

## Obra
Entre sus composiciones que destacan Canto en Santiago, con coro de voces mixtas, órgano y orquesta; Misa Jubilar, con coro y órgano; Secuencias Cíclicas con orquesta; Elegía Cromática con violín y piano; El Aguinaldo con coro; y ¡Ay, zagalez, venid! con coro.
Colaboró en diversas revistas y publicó libros y artículos sobre la música, aunque algunos proyectos se vieron truncados tras su repentino fallecimiento. Ente sus libros destacan Música sagrada y lenguas modernas (1966), Oficio de difuntos (1967), Orígenes y naturaleza del Jubilus Aleluyático (1972), Comprende y ama la música (1979), El Universo de la Música (1980), Falla y Turina a la luz de su epistolario (1982), Diccionario de la Música y Músicos (1985), La estética musical de Ravel (1987) y Falla y París (1985). Entre sus publicaciones destacan La estética clasista de Ravel, Los instrumentos musicales hispanomoriscos a la luz del Libro del Buen Amor del Arcipreste de Hita, Los instrumentos musicales y la danza en las artes de la España Prerrománica, La estética musical de San Agustín a la luz del Libro I de su tratado de Música y El binomio Falla-Ravel. También colaboró en la redacción de diversas enciclopedia de música como el Diccionario de la Música Española e Hispanoamericana, la Encyclopédie des Musiques Sacrées y el The New Grove Dictonary of Music.